# Tabora (regija)
Tabora je jedna od 26 regija u Tanzaniji
Regija Tabora nalazi se u zapadnom srednjem dijelu Tanzanije. Površina regije je 76.151 km² i ima oko 1.7 milijuna stanovnika.
Glavni grad regije je istoimeni grad Tabora sa 120.000 stanovnika.
Regija je podjeljena na 6 distrikta:
- Urambo
- Nzega
- Igunga
- Tabora Urban
- Uyui
- Sikonge